# 周善
周 善（しゅう ぜん）は、中国の通俗歴史小説『三国志演義』に登場する架空の人物。
忠義に厚く勇猛果敢だったために、孫権に気に入られ、孫権の妹である孫夫人に仕える。孫権がそれまで同盟関係にあった劉備と荊州をめぐる問題で仲が悪くなると、張昭の策で孫夫人とその子劉禅を連れ戻すために、周善は船で荊州へ赴く。荊州に着くと孫夫人と劉禅を船に乗せて帰ろうとするが、趙雲と張飛の追撃を受けて、孫夫人は呉へ帰れたものの、劉禅は取り戻され、周善自身も張飛に左胸を貫かれて討たれてしまう。
『三国志』『後漢書』等の史書にはその名は見当たらないので、架空の人物と考えられる。ただし、孫夫人が孫権の誘いに応じて劉禅を呉に連れ去ろうとしたのを趙雲と張飛に阻止されたという逸話自体は『三国志』に引用された『趙雲別伝』に記載されている。